# Waverley (circonscription électorale)
Pour les articles homonymes, voir Waverley.
Circonscription électorale provinciale du Canada
Wavrerley est une circonscription électorale provinciale du Manitoba (Canada).
La circonscription inclut les quartiers de Waverley West, Waverley Heights et une partie de Montcalm de la ville de Winnipeg.

## Liste des députés
| Waverley                                             | Waverley                                             | Waverley                                             | Waverley                                             | Waverley                                             | Waverley                                             |
| Nom                                                  | Nom                                                  | Parti                                                | Mandat                                               | Législature                                          |                                                      |
| Circonscription issue de Saint-Norbert et Fort Whyte | Circonscription issue de Saint-Norbert et Fort Whyte | Circonscription issue de Saint-Norbert et Fort Whyte | Circonscription issue de Saint-Norbert et Fort Whyte | Circonscription issue de Saint-Norbert et Fort Whyte | Circonscription issue de Saint-Norbert et Fort Whyte |
| ---------------------------------------------------- | ---------------------------------------------------- | ---------------------------------------------------- | ---------------------------------------------------- | ---------------------------------------------------- | ---------------------------------------------------- |
|                                                      | Jon Reyes (en)                                       | Progressiste-conservateur                            | 2019 - 2023                                          | 42e                                                  |                                                      |
|                                                      | David Pankratz (en)                                  | Néo-démocrate                                        | 2023 - présent                                       | 43e                                                  |                                                      |